# Darío Figueroa
Darío Figueroa (San Rafael, 13 februari 1978) is een Argentijns voetballer.